# Velocidad de reacción

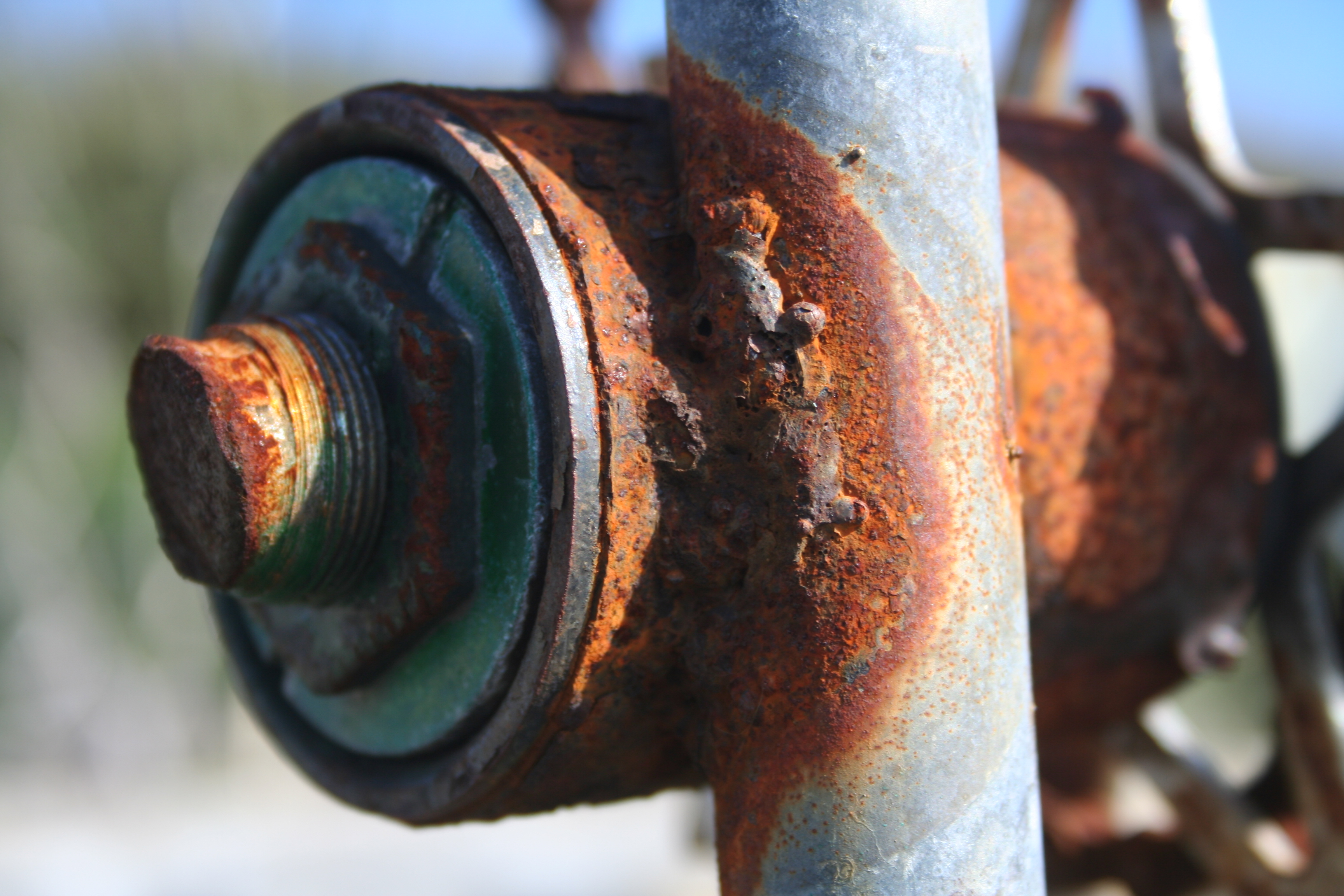
Corrosión del hierro - una reacción química con una velocidad de reacción lenta.

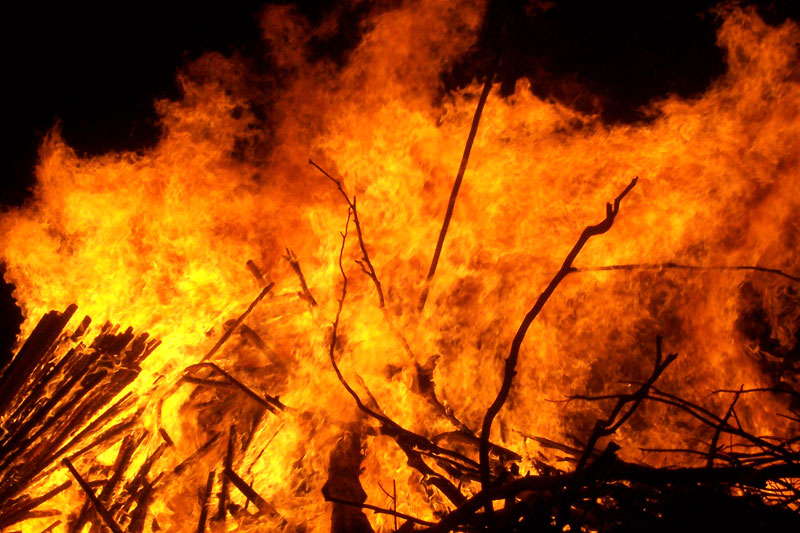
Madera ardiendo - una reacción química con una velocidad de reacción rápida.

La velocidad de reacción se define como la cantidad de sustancia que se transforma en una determinada reacción por unidad de tiempo. Por ejemplo, la oxidación del hierro bajo condiciones atmosféricas es una reacción lenta que puede tardar muchos años[cita requerida] pero la combustión del butano en un fuego es una reacción que sucede en fracciones de segundo.[cita requerida]
La cinética química es la parte de la fisicoquímica que estudia las velocidades de reacción, todos los factores asociados a ella y la dinámica química estudia los orígenes de las diferentes velocidades de las reacciones de cinética química. Se aplica en muchas disciplinas, tales como la ingeniería química, enzimología e ingeniería ambiental.

## Definición formal de velocidad de reacción
Considérese una reacción química típica:
{\displaystyle a\mathrm {A} +b\mathrm {B} \rightarrow p\mathrm {P} +q\mathrm {Q} }
Las letras minúsculas ({\displaystyle a}, {\displaystyle b}, {\displaystyle p} y {\displaystyle q}) representan los coeficientes estequiométricos, mientras que las letras mayúsculas representan a los reactivos ({\displaystyle {\rm {A}}} y {\displaystyle {\rm {B}}}) y los productos ({\displaystyle {\rm {P}}} y {\displaystyle {\rm {Q}}}).
De acuerdo a la definición del Libro Dorado de la IUPAC la velocidad instantánea de reacción {\displaystyle v} (también r o R) de una reacción química que se da en un sistema cerrado bajo condiciones de volumen constante, sin que haya acumulación de intermediarios de reacción, está definida por: 

{\displaystyle v=-{\frac {1}{a}}{\frac {\mathrm {d[A]} }{\mathrm {d} t}}=-{\frac {1}{b}}{\frac {\mathrm {d[B]} }{\mathrm {d} t}}={\frac {1}{p}}{\frac {\mathrm {d[P]} }{\mathrm {d} t}}={\frac {1}{q}}{\frac {\mathrm {d[Q]} }{\mathrm {d} t}}}

(NOTA:La velocidad de reacción es siempre positiva. El signo '-' está presente en los términos que involucran a los reactivos porque la concentración de reactante disminuye en el tiempo.) La IUPAC recomienda que la unidad de tiempo siempre deba ser el segundo. En tal caso, la velocidad de reacción difiere de la velocidad de aumento de la concentración de un producto P por un factor constante (el recíproco de su número estequiométrico) y por un reactante A por menos el recíproco del número estequiométrico. Generalmente, la velocidad de reacción tiene las unidades mol·L−1·s−1.
Es importante tener en cuenta que la definición previa es válida solo para una sola reacción, en un sistema cerrado de volumen constante. Esta suposición muy frecuentemente implícita debe ser explicitada, de lo contrario la definición es incorrecta: si se agrega agua a un recipiente conteniendo agua salada, la concentración de la sal disminuye, aunque no haya reacción química.
Para cualquier sistema en general, debe tomarse en cuenta el balance de masas completo: ENTRANTE - SALIENTE + GENERACIÓN = ACUMULACIÓN.

{\displaystyle F_{\mathrm {A0} }-F_{\mathrm {A} }+\int _{0}^{V}v\,\mathrm {d} V={\frac {\mathrm {d} N_{\mathrm {A} }}{\mathrm {d} t}}}

Cuando se aplica al caso más simple señalado previamente, esta ecuación se reduce a:

{\displaystyle v={\frac {\mathrm {d[A]} }{\mathrm {d} t}}}

Para una sola reacción en un sistema cerrado de volumen variable, puede usarse la denominada velocidad de conversión, con el fin de evitar la manipulación de concentraciones. La velocidad de conversión está definida como la extensión de reacción con respecto al tiempo.

{\displaystyle {\dot {\xi }}\equiv {\frac {\mathrm {d} \xi }{\mathrm {d} t}}={\frac {1}{\nu _{i}}}{\frac {\mathrm {d} n_{i}}{\mathrm {d} t}}={\frac {1}{\nu _{i}}}\left(V{\frac {\mathrm {d} C_{i}}{\mathrm {d} t}}+C_{i}{\frac {\mathrm {d} V}{\mathrm {d} t}}\right)}

{\displaystyle \scriptstyle \nu _{i}} es el coeficiente estequiométrico para la sustancia {\displaystyle i} , {\displaystyle \scriptstyle V} es el volumen de reacción, y {\displaystyle \scriptstyle C_{i}} es 
la concentración de la sustancia {\displaystyle i}.
Cuando se forman productos laterales o intermediarios de reacción, la IUPAC recomienda el uso de los términos velocidad de aparición y velocidad de desaparición para los productos y reactantes, respectivamente.
Las velocidades de reacción también pueden ser definidas usando una base diferente al volumen del reactor. Cuando se usa un catalizador, la velocidad de reacción puede ser expresada en base al peso del catalizador (mol g−1 s−1) o área de la superficie del mismo (mol m−2 s−1). Si se toma como base un sitio específico de un catalizador que puede ser contado rigurosamente por un método específico, la velocidad puede ser expresada en unidades de s−1, por lo que se le denomina frecuencia de cambio, o de conversión.

## Factores que afectan la velocidad de reacción química
- Naturaleza de la reacción: Algunas reacciones son, por su propia naturaleza, más rápidas que otras. El número de especies reaccionantes, su estado físico (las partículas que forman sólidos se mueven más lentamente que las de gases o de las que están en solución ), la complejidad de la reacción, y otros factores pueden influir enormemente en la velocidad de una reacción.
- Concentración: La velocidad de reacción aumenta con la concentración, como está descrito por la ley de velocidad y explicada por la teoría de colisiones. Al incrementarse la concentración de los reactantes, la frecuencia de colisión también se incrementa.
- Presión: La velocidad de las reacciones gaseosas se incrementa muy significativamente con la presión, que es, en efecto, equivalente a incrementar la concentración del gas. Para las reacciones en fase condensada, la dependencia en la presión es débil, y solo se hace importante cuando la presión es muy alta.
- Orden: El orden de la reacción controla cómo afecta la concentración (o presión) a la velocidad de reacción.
- Temperatura: Generalmente, al llevar a cabo una reacción a una temperatura más alta provee más energía al sistema, por lo que se incrementa la velocidad de reacción al ocasionar que haya más colisiones entre partículas, como lo explica la teoría de colisiones. Sin embargo, la principal razón porque un aumento de temperatura aumenta la velocidad de reacción es que hay un mayor número de partículas en colisión que tienen la energía de activación necesaria para que suceda la reacción, resultando en más colisiones exitosas. La influencia de la temperatura está descrita por la ecuación de Arrhenius. Como una regla de cajón, las velocidades de reacción para muchas reacciones se duplican por cada aumento de 10 °C en la temperatura,[14] aunque el efecto de la temperatura puede ser mucho mayor o mucho menor que esto. Por ejemplo, el carbón arde en un lugar en presencia de oxígeno, pero no lo hace cuando es almacenado a temperatura ambiente. La reacción es espontánea a temperaturas altas y bajas, pero a temperatura ambiente la velocidad de reacción es tan baja que es despreciable. El aumento de temperatura, que puede ser creado por una cerilla, permite que la reacción inicie y se caliente a sí misma, debido a que es exotérmica. Esto es válido para muchos otros combustibles, como el metano, butano, hidrógeno, etc.

La velocidad de reacción puede ser independiente de la temperatura (no-Arrhenius) o disminuir con el aumento de la temperatura (anti-Arrhenius). Las reacciones sin una barrera de activación (por ejemplo, algunas reacciones de radicales) tienden a tener una dependencia de la temperatura de tipo anti Arrhenius: la constante de velocidad disminuye al aumentar la temperatura.
- Solvente: Muchas reacciones tienen lugar en solución, y las propiedades del solvente afectan la velocidad de reacción. La fuerza iónica también tiene efecto en la velocidad de reacción.
- Radiación electromagnética e intensidad de luz: La radiación electromagnética es una forma de energía. Como tal, puede aumentar la velocidad o incluso hacer que la reacción sea espontánea, al proveer de más energía a las partículas de los reactantes. Esta energía es almacenada, en una forma u otra, en las partículas reactantes (puede romper enlaces, promover moléculas a estados excitados electrónicos o vibracionales, etc), creando especies intermediarias que reaccionan fácilmente. Al aumentar la intensidad de la luz, las partículas absorben más energía,  lo que la velocidad de reacción aumenta. Por ejemplo, cuando el metano reacciona con cloro gaseoso en la oscuridad, la velocidad de reacción es muy lenta. Puede ser acelerada cuando la mezcla es irradiada bajo luz difusa. En luz solar brillante, la reacción es explosiva.
- Un catalizador: La presencia de un catalizador incrementa la velocidad de reacción (tanto de las reacciones directa e inversa) al proveer de una trayectoria alternativa con una menor energía de activación. Por ejemplo, el platino cataliza la combustión del hidrógeno con el oxígeno a temperatura ambiente.
- Isótopos: El efecto isotópico cinético consiste en una velocidad de reacción diferente para la misma molécula si tiene isótopos diferentes, generalmente isótopos de hidrógeno, debido a la diferencia de masa entre el hidrógeno y el deuterio.
- Superficie de contacto: En reacciones en superficies, que se dan por ejemplo durante catálisis heterogénea, la velocidad de reacción aumenta cuando el área de la superficie de contacto aumenta. Esto es debido al hecho de que más partículas del sólido están expuestas y pueden ser alcanzadas por moléculas reactantes.
- Mezclado: El mezclado puede tener un efecto fuerte en la velocidad de reacción para las reacciones en fase homogénea y heterogénea..

## Ecuación de velocidad
La ecuación de velocidad o ley de reacción es una expresión matemática usada en cinética química que relaciona la velocidad de una reacción con la concentración de cada reactante. Para una reacción con N reactivos, la ecuación es:

{\displaystyle v=k(T)\prod _{i=1}^{N}c_{i}^{n_{i}}}

donde:
- {\displaystyle k(T)} es la constante de velocidad.
- {\displaystyle c_{i}} es la concentración del i-ésimo reactivo.
- {\displaystyle n_{i}} es el orden del i-ésimo reactivo.

En esta ecuación, k(T) es el coeficiente cinético de reacción o constante de velocidad, aunque no es realmente una constante, debido a que incluye todos los parámetros que afectan la velocidad de reacción, excepto la concentración, que es explícitamente tomada en cuenta. De todos los parámetros descritos anteriormente, normalmente la temperatura es el más importante.
El exponente ni es el denominado orden de reacción y depende del mecanismo de reacción.
La estequiometría, molecularidad (el número real de moléculas que colisionan) y el orden de reacción solo coinciden necesariamente en las reacciones elementales, esto es en las reacciones que proceden en un solo paso. La ecuación de reacción para reacciones elementales coincide con el proceso que tiene lugar a nivel atómico, donde n moléculas del tipo A colisionan con m moléculas del tipo B (n más m es la molecularidad).
Para gases, la ley de velocidad puede ser expresada también en unidades de presión, usando la ley de gases ideales. Al combinar la ley de velocidad con un balance de masas para el sistema en el que sucede la reacción, puede derivarse una expresión para la velocidad de cambio en la concentración. Para un sistema cerrado con un volumen constante, tal expresión puede verse como:

{\displaystyle {\frac {\mathrm {d[C]} }{\mathrm {d} t}}=k(T)[\mathrm {A} ]^{n'}[\mathrm {B} ]^{m'}}

## Dependencia de la temperatura
Cada coeficiente de velocidad de reacción {\displaystyle } tiene una dependencia de la temperatura, que es dada usualmente por la ecuación de Arrhenius:

{\displaystyle k=A{\mathrm {e} }^{-{\frac {E_{\mathrm {a} }}{RT}}}}

{\displaystyle E_{\mathrm {a} }} es la energía de activación y  {\displaystyle R} es la constante universal de los gases. Dado que a la temperatura {\displaystyle T}, las moléculas tienen energías dadas por una distribución de Boltzmann, se puede esperar que el número de colisiones con energía mayor que {\displaystyle E_{\mathrm {a} }} sea proporcional a {\displaystyle {\mathrm {e} }^{-{\frac {E_{\mathrm {a} }}{RT}}}}. A es el factor pre-exponencial o factor de frecuencia o factor de Arrhenius.
Los valores de {\displaystyle A} y {\displaystyle E_{\mathrm {a} }} son dependientes de la reacción. También es posible ecuaciones más complejas, que describen la dependencia de la temperatura de otras constantes de velocidad, que no siguen este esquema.

## Dependencia de la presión
La dependencia de la presión de la constante de velocidad para reacciones en fase condensada (por ejemplo, cuando los reactantes son sólidos o líquidos) es, por lo general, suficientemente débil en el rango de las presiones que se encuentran normalmente en la industria, por lo que suele ser despreciada en la práctica.
La dependencia de la presión está asociada con el volumen de activación. Para la reacción siguiente que procede a través de un estado de activación complejo:
El volumen de activación, {\displaystyle \Delta V^{\ddagger }}, es:

{\displaystyle \Delta V^{\ddagger }={\bar {V}}_{\ddagger }-{\bar {V}}_{\mathrm {A} }-{\bar {V}}_{\mathrm {B} }}

donde {\displaystyle {\bar {V}}} denota los volúmenes molares parciales de los reactantes y productos, y {\displaystyle \ddagger } indica el complejo del estado de activación.
Para la reacción anterior, puede esperarse que el cambio de la constante de velocidad de reacción (basada en fracción molar o concentración molar) con la presión, a temperatura constante, sea:

{\displaystyle -RT\left({\frac {\partial \ln k_{x}}{\partial P}}\right)_{T}=\Delta V^{\ddagger }}

En la práctica, la materia puede ser complicada, debido a que los volúmenes molares parciales y el volumen de activación pueden ser también una función de la presión.
Las reacciones también pueden tener su velocidad incrementada o disminuida con la presión, dependiente del valor de {\displaystyle \Delta V^{\ddagger }}. Como ejemplo de la posible magnitud del efecto de la presión, se encontró que algunas reacciones orgánicas doblaban la velocidad de reacción cuando la presión era incrementada desde la atmosférica (0,1 MPa) hasta 50 MPa (lo que da {\displaystyle \Delta V^{\ddagger }}=-0.025 L/mol).

## Ejemplos
Para la reacción:
{\displaystyle {\ce {2 H2(g) + 2 NO(g) -> N2(g) + 2 H2O(g)}}}
La ecuación de velocidad es:

{\displaystyle v=k\mathrm {[H_{2}][NO]} ^{2}\,}

La ecuación de velocidad no refiere simplemente los coeficientes estequiométricos de los reactantes en la reacción global: es de primer orden en H2, aunque el coeficiente estequiométrico es 2, y es de segundo orden en NO.
En cinética química, se suele proponer que la reacción global ocurre a través de una serie discreta de pasos elementales. No todos los pasos afectan la velocidad de reacción; normalmente solo el paso elemental más lento es el que afecta la velocidad de reacción. Por ejemplo, en:
1. {\displaystyle {\ce {2 NO(g) <=> N2O2(g)}}} (equilibrio rápido)
2. {\displaystyle {\ce {N2O2 + H2 ->N2O + H2O}}} (lenta)
3. {\displaystyle {\ce {N2O + H2 -> N2 + H2O}}} (rápida)

Las reacciones 1 y 3 son muy rápidas comparadas con la segunda, por lo que es la reacción más lenta la que es reflejada en la ecuación de velocidad. El paso lento es considerado la etapa limitante de la velocidad. Los órdenes de la ecuación de velocidad son aquellos de la etapa limitante.